# Skene American Automobile Company
Die Skene American Automobile Company war ein US-amerikanisches Unternehmen.

## Beschreibung
James W. Skene leitete um 1900 die J. W. Skene Cycle Company in Lewiston (Maine). Er stellte Fahrräder her.
Er teilte Anfang 1900 die Fertigstellung eines Dampfautomobils eigener Konstruktion mit und kündigte den Bau von zwei weiteren an. Im Dezember 1900 ging er eine Partnerschaft mit R. H. B. Warburton aus Springfield (Massachusetts) ein. Dieser investierte 500.000 US-Dollar in das Projekt und gründete damit die separate Gesellschaft Skene American Automobile Company. Der Sitz war in Springfield in Massachusetts und das Werk in Lewiston. Die Produktion der Fahrzeuge verblieb in Lewiston, wobei Skene stolz darauf war, sämtliche Komponenten selber herzustellen.

## Der Skene-Dampfwagen
Der Skene-Dampfwagen war einer der einfachsten in den USA. Als Antrieb diente eine Zweizylinder-Doppelaktions-Dampfmaschine mit 5 hp (nach damaliger Berechnungsmethode) Leistung. Der Kessel war auf einen Arbeitsdruck von 160 pound/in² (ca. 11 bar) ausgelegt. Der Brenner war auf Benzin ausgelegt, der Tank dazu fasste 5 Gallonen (18,9 Liter). Eine Wasserfüllung reichte bis zu 25 Meilen (ca. 40 km). Die versprochene Höchstgeschwindigkeit lag bei 30 mph (ca. 50 km/h). Der Skene Steamer war mit vier verschiedenen, offenen Aufbauten erhältlich.
| Skene    | Karosserie          | Preis (US$) |
| -------- | ------------------- | ----------- |
| Modell 1 | Steam Stanhope      | 750         |
| Modell 2 | Steam Victoria      | 850         |
| Modell 3 | Steam Surrey        | 1200        |
| Modell 4 | Canopy Steam Surrey | 1300        |

## Das Ende
Im Januar 1901 waren in Lewiston 20 Exemplare im Bau. Gleichzeitig stellte Warburton den Skene-Steamer an der Philadelphia Motor Show aus. Auf dem Stand sollten fünf Fahrzeuge ausgestellt werden – ein respektabler Aufmarsch für eine so junge Firma. Die Sache ging allerdings gründlich schief, die meisten Exponate blieben beim Bahntransport irgendwo zwischen Springfield und Philadelphia hängen, so dass der Stand, der groß genug war, um ein halbes Dutzend Autos angemessen zeigen zu können, mit nur einem recht leer wirkte. Einen zweiten zeigte Warburton Interessenten auf dem Gelände. Trotz dieser Panne vermeldete Warburton einen großen Erfolg an der Messe. Verwerten ließ er sich allerdings nicht mehr, denn der Firma gingen die Mittel aus. Offene Forderungen über 5.000 US-Dollar führten schließlich zur Einstellung der Produktion.
Während sich die Spuren von Warburton danach verlieren, tauchte J. W. Skene später als Vertragshändler für Rambler-Automobile wieder auf. 1936 verstarb er bei einem Unfall in seiner Werkstätte in Augusta (Maine).